# Peter Schott der Ältere
Peter Schott der Ältere (* 1427; † 8. August 1504) war ein bedeutender Politiker im Straßburg des 15. Jahrhunderts.

## Leben
Er war der Sohn von Claus Schott aus Eysenrodt bei Dillenburg, der mehrere Eisengruben besaß.
Peter Schott kam 1449 nach Straßburg und wurde durch Heirat Bürger der Stadt. Ab 1465 Mitglied der Stadtregierung entwickelte er sich zu einem der größten Staatsmänner Straßburgs. Er war viermal (1470, 1476, 1482 und 1488) Ammeister oder Leiter des Magistrats und befehligte die Streitkräfte der Straßburger Republik im Krieg gegen Karl den Kühnen.
Auch als Liebhaber der Literatur und Kunst war Schott bekannt. Er empfing regelmäßig Gelehrte in seinem Haus und machte eine Schenkung an die Dombibliothek. Sein Bruder Friedrich, ein Bildhauer, war der Vater des Druckers Martin Schott.
Und es war Schott, der den jungen Johann Geiler von Kaysersberg davon überzeugte, eine Predigerstelle in Straßburg anzunehmen und sein Leben als Einsiedler aufzugeben.
Er beteiligte sich an der Verfolgung und Hinrichtung des Landvogts der burgundischen Pfandlande am Oberrhein Peter von Hagenbach.
Im Jahre 1482 führte er den Vorsitz über die Beendigung der Straßburger Gilde-Revolten und der letzten Überarbeitung der Stadtverfassung vor 1989. Der Schworbrief oder zivile Eid von 1482 war eine Erinnerung an verschiedene anerkannte Verfahren, nach denen alle städtischen Beamten jedes Jahr bis zur Französischen Revolution im Jahr 1789 Gehorsam gelobten.
Er heiratete Susanna von Collen (oder Colle). Sie hatten fünf Kinder, darunter Peter Schott der Jüngere (* 9. Juli 1458; † 1490),  Jurist, Theologe und Humanist in Straßburg, und Merga (Maria) (ca. 1450–1524).